# Maryse Legagneur
 (juin 2021).
Si vous disposez d'ouvrages ou d'articles de référence ou si vous connaissez des sites web de qualité traitant du thème abordé ici, merci de compléter l'article en donnant les références utiles à sa vérifiabilité et en les liant à la section « Notes et références ».
Maryse Legagneur est une réalisatrice et scénariste québécoise.

## Biographie
Lauréate de la dernière édition de la Course destination monde où de jeunes cinéastes amateurs parcouraient la planète et produisait chaque semaine des reportages sur une découverte faite à même leur périple, Maryse Legagneur a continué de produire des reportages au Québec. Elle réalise ensuite des émissions pour la télévision et s’engage dans la production de films documentaires.

## Filmographie

### Comme Réalisatrice
- 1998 : La Course Destination Monde (20 reportages)
- 1999 : Taxi pour l’Amérique (Magazine, reportage)
- 2000 : Culture choc (2 reportages)
- 2001 : Bande-à-part (5 reportages TV)
- 2002 : Tout un été, tout un automne! (39 émission, magazine TV)
- 2005 : Au Nom de la mère et du fils (Documentaire)
- 2006 : Labsus
- 2022: Bitch - Un Word Movie (Documentaire)
- 2023: Le dernier repas (Long métrage)

### Comme Scénariste
- 2005 : Au Nom de la mère et du fils (Documentaire)

## Récompenses et nominations

### Récompenses
- 1999: Lauréate de la dernière édition de la Course Destination Monde